# Molophilus intactus
Molophilus intactus là một loài ruồi trong họ Limoniidae. Chúng phân bố ở miền Australasia.